# Bopiel
Bopiel est une localité située dans le département de Legmoin de la province du Noumbiel dans la région Sud-Ouest au Burkina Faso.

## Géographie
Bopiel est situé à 8 km au sud de Legmoin et à 22 km au nord de Batié, le chef-lieu de la province. La commune est traversée par la route nationale 11, menant à la Côte d'Ivoire.

## Santé et éducation
Le centre de soins le plus proche de Bopiel est le centre de santé et de promotion sociale (CSPS) de Legmoin tandis que le centre médical avec antenne chirurgicale (CMA) de la province se trouve à Batié.